# Lucio Emilio Paolo Macedonico
Lucio Emilio Paolo, detto Macedonico dopo la sua vittoria nella terza guerra macedonica (in latino Lucius Aemilius Paullus; 229 a.C. – 160 a.C.), è stato un politico e militare romano, eletto per due volte console.
Nelle Vite parallele di Plutarco è messo a confronto con il condottiero corinzio Timoleonte.

## Biografia

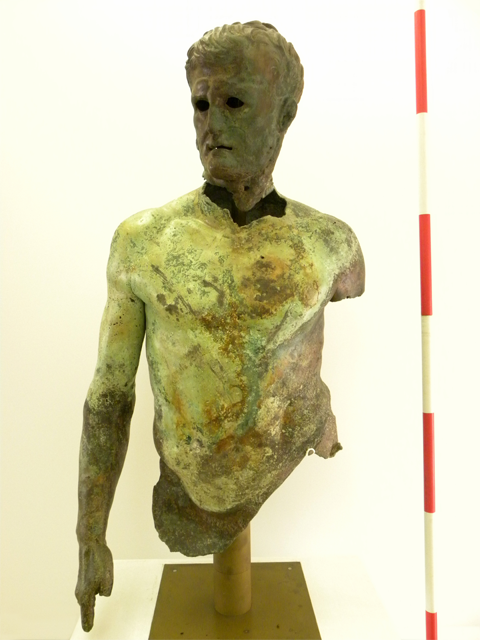
Antica statua in bronzo di manifattura greca (II secolo a.C.) rinvenuta a Brindisi, identificata con Lucio Emilio Paolo

Lucio Emilio Paolo, membro di un'illustre famiglia patrizia, nacque nel 229 a.C., figlio del console Lucio Emilio Paolo; quest'ultimo sarebbe poi morto nel 216 a.C. a Canne.

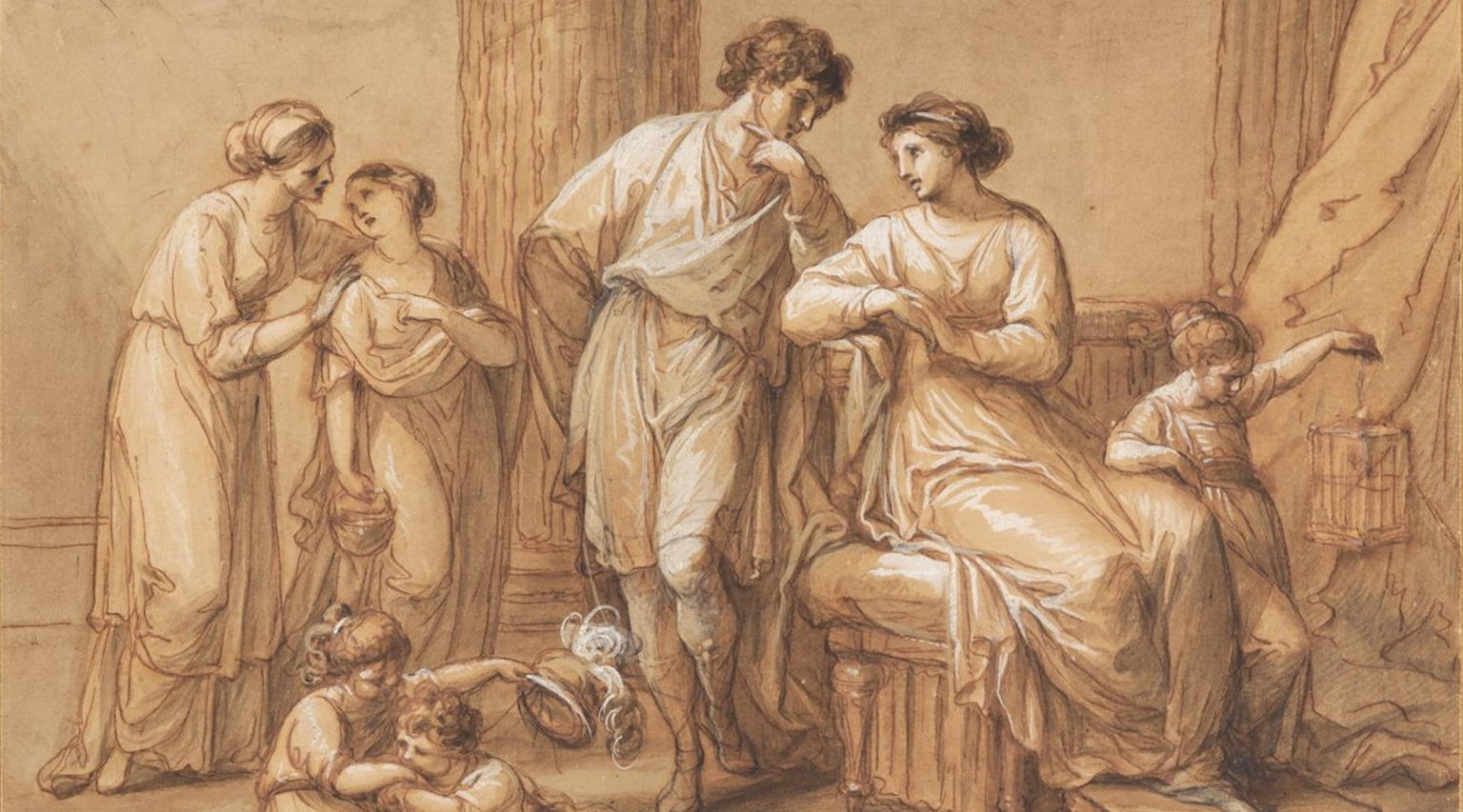
Emilio Paolo e la sua famiglia, di Angelica Kauffmann (1783)

Ebbe quattro figli, di cui due dalla moglie Papiria (dalla quale in seguito si separò, secondo Plutarco senza un motivo particolare), che probabilmente tra il 175 e il 170 a.C. furono dati in adozione; uno, Publio Cornelio Scipione Emiliano, fu adottato dal figlio di Publio Cornelio Scipione l'Africano, e l'altro, Quinto Fabio Massimo Emiliano, fu adottato dai Fabii. Da una seconda moglie, di identità ignota, ebbe altri due maschi che morirono l'uno poco prima, l'altro poco dopo il suo trionfo macedonico. Difatti si narra che dopo la vittoria di Pidna pregasse gli dei che, se invidiosi della sua fortuna, volessero colpire non la sua patria ma la sua famiglia e fu dunque colpito da sventure che sopportò con virile fermezza. Delle sue figlie, una figlia sposò Quinto Elio Tuberone, l'altra, Emilia Terzia, Marco Porcio Catone Liciniano, il figlio del censore.
Fu membro del collegio degli auguri, ruolo che svolse da attento conoscitore e custode delle antiche tradizioni romane.
La prima notizia certamente datata che abbiamo su di lui si riferisce al 194 a.C., quando fu scelto come uno dei triumviri incaricati di fondare una colonia a Crotone.
Nel 192 a.C. fu eletto edile curule e questa sua magistratura fu ricordata per la severità con cui multò molti allevatori. Nel 191 a.C. fu eletto pretore e fu incaricato dell'amministrazione della provincia della Spagna Ulteriore, dove guidò la guerra contro i Lusitani, che dopo alterne vicende concluse vittoriosamente.
Dopo avere tentato inutilmente di essere eletto negli anni precedenti, ottenne il consolato nel 182 a.C., come collega di Gneo Bebio Tamfilo. L'anno successivo fu incaricato di condurre la guerra contro i Liguri Ingauni, che esercitavano la pirateria nel Mediterraneo Occidentale. Lucio Emilio Paolo li sottomise catturandone l'intera flotta e per questo ottenne il trionfo.
Negli anni seguenti si ritirò a vita privata, occupandosi soprattutto dell'educazione dei figli, che introdusse anche allo studio della cultura greca.

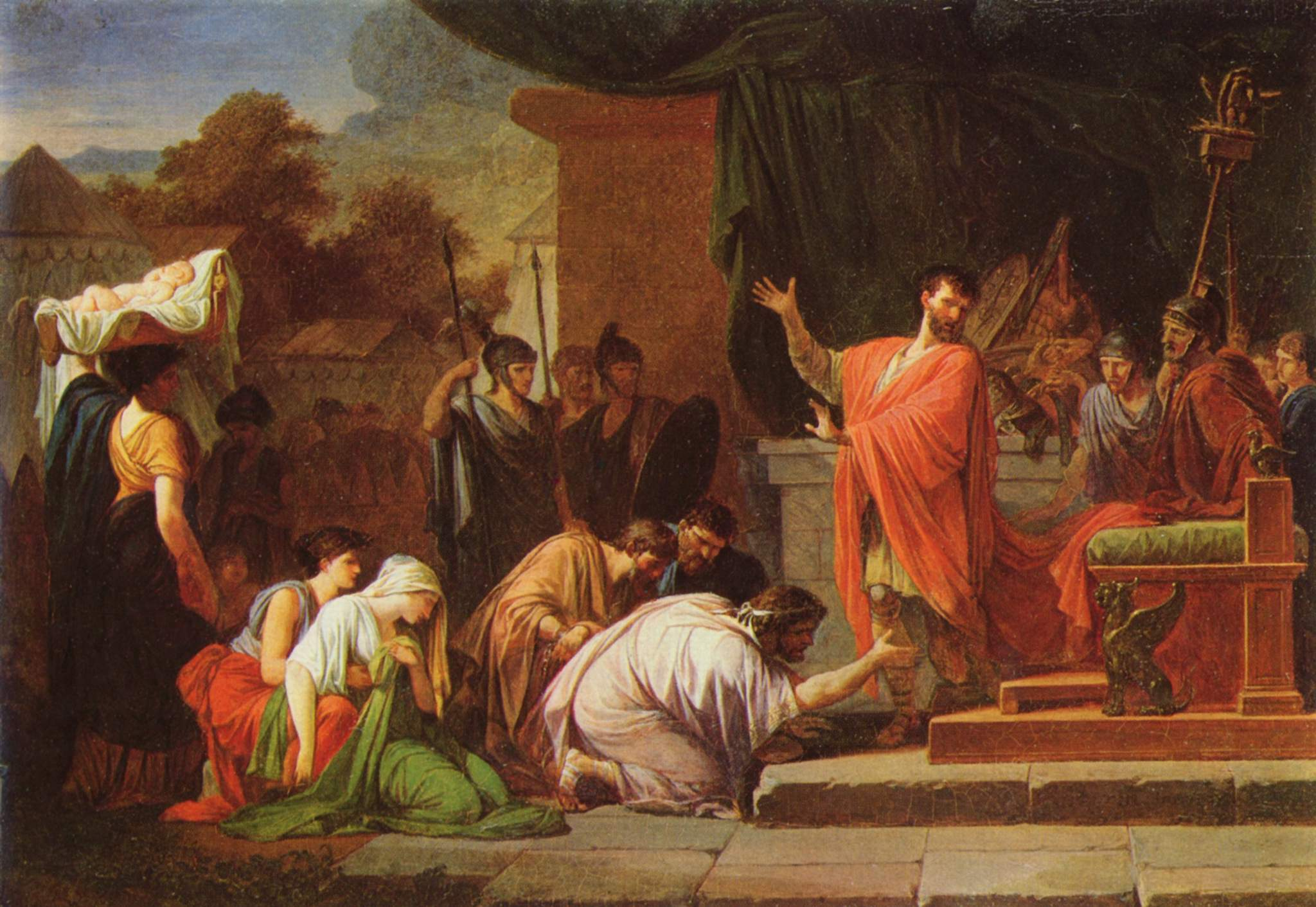
Re Perseo davanti a Emilio Paolo, dipinto di Jean-François-Pierre Peyron (1802)

Nel 168 a.C. fu eletto di nuovo console, come collega di Gaio Licinio Crasso, durante la terza guerra macedonica, che si protraeva contro il re Perseo di Macedonia senza che i Romani riuscissero ad ottenere risultati soddisfacenti. Paolo decise le sorti della guerra vincendo la battaglia di Pidna; lo storico Flavio Eutropio narrò che Paolo uccise ventimila fanti nemici perdendo solo cento soldati. In seguito tutte le città governate in precedenza dal re si consegnarono ai Romani ed infine Perseo stesso. Il console però non permise al sovrano di buttarsi ai suoi piedi come uomo vinto ma ordinò che venisse posto su un seggio accanto a sé. Inoltre l'autore narrò che Lucio Emilio Paolo deliziò le ambascerie dei Macedoni e degli Illiri e annunciò che i popoli liberi avrebbero dovuto pagare la metà del denaro che avevano fornito al re poiché i Romani avrebbero combattuto per l'equità e non per l'avarizia. L'anno successivo, il 167 a.C., Paolo rimase in Macedonia come proconsole. Prima di tornare a Roma, obbedendo ad un ordine del senato, fece saccheggiare dal suo esercito settanta città dell'Epiro che avevano combattuto a fianco di Perseo. Inoltre furono mandati a Roma 1000 ostaggi achei tra i quali si trovava il famoso storico di Megalopoli Polibio.

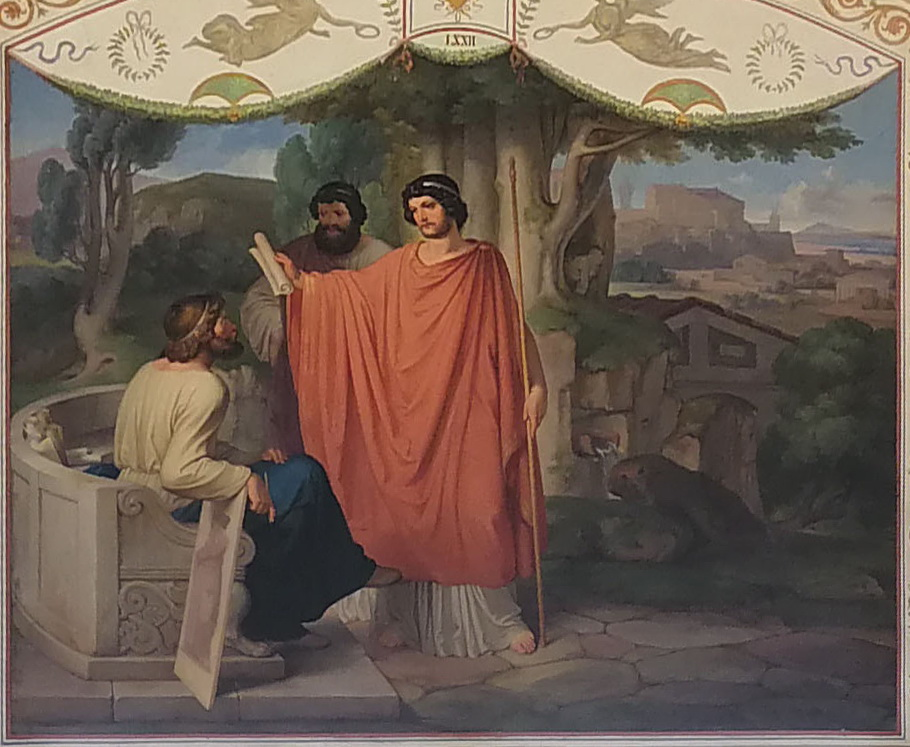
Metrodoro ed Emilio, affresco nella Galleria della pittura antica al Nuovo Ermitage

Il bottino che Paolo versò interamente all'erario (tenendo per i suoi figli, si dice, solo la biblioteca di Perseo di Macedonia) era di tale valore che permise l'abolizione del tributum, cioè della tassa sulla proprietà che i cittadini romani avevano pagato fino ad allora. I soldati furono però così insoddisfatti della misera parte loro riservata che crearono qualche problema al riconoscimento a Paolo dell'onore del trionfo, che gli fu infine accordato e si svolse nell'arco di tre giorni, con una magnificenza senza precedenti a Roma. Nel 164 a.C. Paolo fu censore. Morì nel 160 a.C. dopo una lunga malattia.